# Ритуал Шрёдера

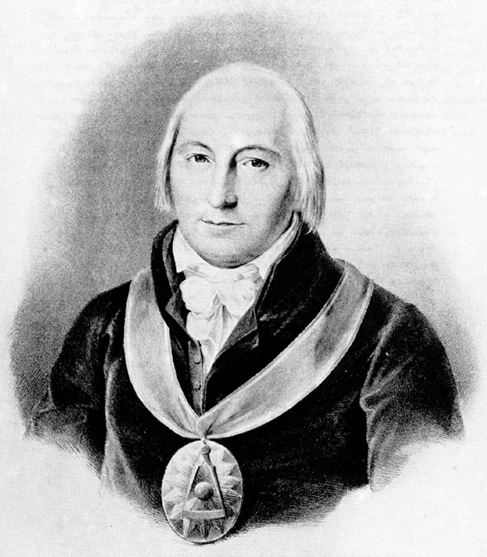
Шрёдер в ленте великого мастера

Ритуал Шрёдера был создан Фридрихом Людвигом Шрёдером и является обновлённой совокупностью ритуалов для символических степеней масонства, в которых были существенно исключены упоминания о рыцарских и тамплиерских степенях. Ритуал также был очищен от оккультизма и эзотерики.

## История
Фридрих Шрёдер был немецким актёром и драматургом, директором муниципального театра Гамбурга, великим мастером Великой ложи Гамбурга.
В историю масонства Шрёдер вошёл как реформатор немецкого масонства. Он выступал за возврат к наиболее достоверным вариантам ритуалов. Он провёл почти два десятилетия в работе над обновлённым ритуалом, который теперь носит его имя.
Его личная аллергия на рыцарский аспект масонства, привела к тому, что он исправлял ритуал в сторону большей простоты, которую он видел в возрождении старого английского ритуала и не принятия во внимание в первых трёх степенях символики рыцарства.
Его ритуал был освобождён от сильного влияния тамплиерства и был принят к использованию в 1811 году в Великой ложе Гамбурга.
Также ритуал Шрёдера был самым демократичным из всех ритуалов практикуемых в Германии перед Второй мировой войной.

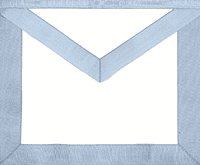
Запон мастера-масона в ритуале Шрёдера

На 2020 год ритуал Шрёдера практикуется в Великой ложе древних вольных и принятых каменщиков Германии (33 ложи), в Великом востоке Бразилии (100 лож), в Великой ложе Австрии, Великой ложе Венгрии, и в некоторых ложах Великой швейцарской ложи Альпина, в последний, однако, с незначительными изменениями.
Ритуал созданный Фридрихом Людвигом Шрёдером не следует путать с другим ритуалом, введённым Фридрихом Вильгельмом Иосифом Шрёдером, главой основанного в 1766 году в Марбурге «Ордена истинных и принятых масонов — розенкрейцеров». Этот неорозенкрейцерский и алхимический ритуал просуществовал до середины XIX века в двух ложах Гамбурга.